# Chiesa della Madonna del Rosario (Villanova Monteleone)
La chiesa della Madonna del Rosario è un edificio religioso situato a Villanova Monteleone, centro abitato della Sardegna nord-occidentale. Consacrata al culto cattolico, fa parte della parrocchia di San Leonardo da Limoges, diocesi di Alghero-Bosa.

La chiesa, edificata nel XVI secolo, conserva al proprio interno una pregevole pala d'altare, recentemente restaurata.